# Área metropolitana de Encarnación
Se denomina Gran Encarnación a la conurbación de la localidad paraguaya de Encarnación con 3 localidades adyacentes del departamento de Itapúa, al norte, sur, este y oeste de la misma. 
Gran Encarnación está conformado con Cambyretá (quien junto con Encarnación, son los dos municipios más poblados del departamento de Itapúa), también conforma con parte de San Juan del Paraná y Capitán Miranda, que son consideradas ciudades dormitorios, donde mucha gente estudia y trabaja en Encarnación.
Esta zona metropolitana es la 3.ª aglomeración urbana de Paraguay en cuanto a población se refiere, siendo la aglomeración del Gran Asunción la más grande y poblada del país, seguido del Gran Ciudad del Este. Conforma igualmente un área metropolitana binacional con el Gran Posadas (Argentina) de más de medio millón de habitantes.

## Distritos

### Conurbano encarnaceno
| N.º | Distrito               | Área (km²) | Población (2022) |
| --- | ---------------------- | ---------- | ---------------- |
| 1   | Encarnación            | 274        | 106.842          |
| 2   | Cambyretá              | 190        | 47.717           |
| 3   | Capitán Miranda        | 224        | 9.528            |
| 4   | San Juan del Paraná    | 250        | 9.083            |
|     | Total Gran Encarnación | 938        | 173.170          |

### Conurbano binacional
Conforma igualmente un área metropolitana binacional con el Gran Posadas (Argentina) de más de medio millón de habitantes, pues están separadas apenas por el río Paraná, conectadas a través del Puente Internacional San Roque González de Santa Cruz.
| Conurbano                  | Población               |
| -------------------------- | ----------------------- |
| Gran Encarnación           | 173.170 (2022 INE/PY)   |
| Gran Posadas               | 391.498 (2022 INDEC/AR) |
| Total conurbano binacional | 564.668                 |

## Transportes y comunicaciones

### Aeropuertos
En el distrito de Capitán Miranda, se encuentra el aeropuerto Teniente Amín Ayub González, el tercero más importante del país. Esta terminal aérea momentáneamente cuenta con vuelos regulares a Asunción.

### Terminales de buses
La Terminal de Buses de Encarnación está ubicada en el centro mismo de la ciudad, cerca de la Catedral y de la Municipalidad de Encarnación. Esta terminal ofrece servicios a muchas ciudades de Paraguay y también a nivel internacional.

### Red vial
Algunas de las vías más importantes de esta área metropolitana son:
- Ruta PY01

Es la ruta que une Encarnación con Asunción. Pasa por el distrito de San Juan del Paraná.
- Ruta PY06

Es la ruta que une Encarnación con Ciudad del Este. Pasa por los distritos de Cambyretá y Capitán Miranda.
- Ruta vecinal 14

Es la ruta que une Encarnación con el centro de Cambyretá, hasta llegar a Nueva Alborada.
- Puente Internacional San Roque González de Santa Cruz

Es el puente que une Encarnación con la ciudad argentina de Posadas.